# Agrilus sinuatus
Agrilus sinuatus är en skalbaggsart som först beskrevs av Olivier 1790.  Agrilus sinuatus ingår i släktet Agrilus och familjen praktbaggar. Arten har ej påträffats i Sverige. Inga underarter finns listade i Catalogue of Life.

## Bildgalleri

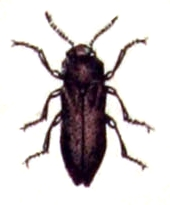
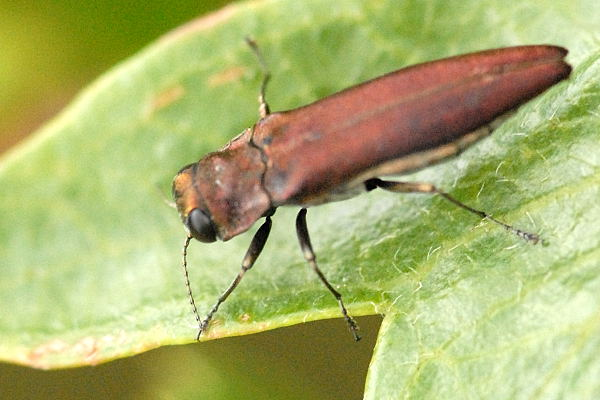
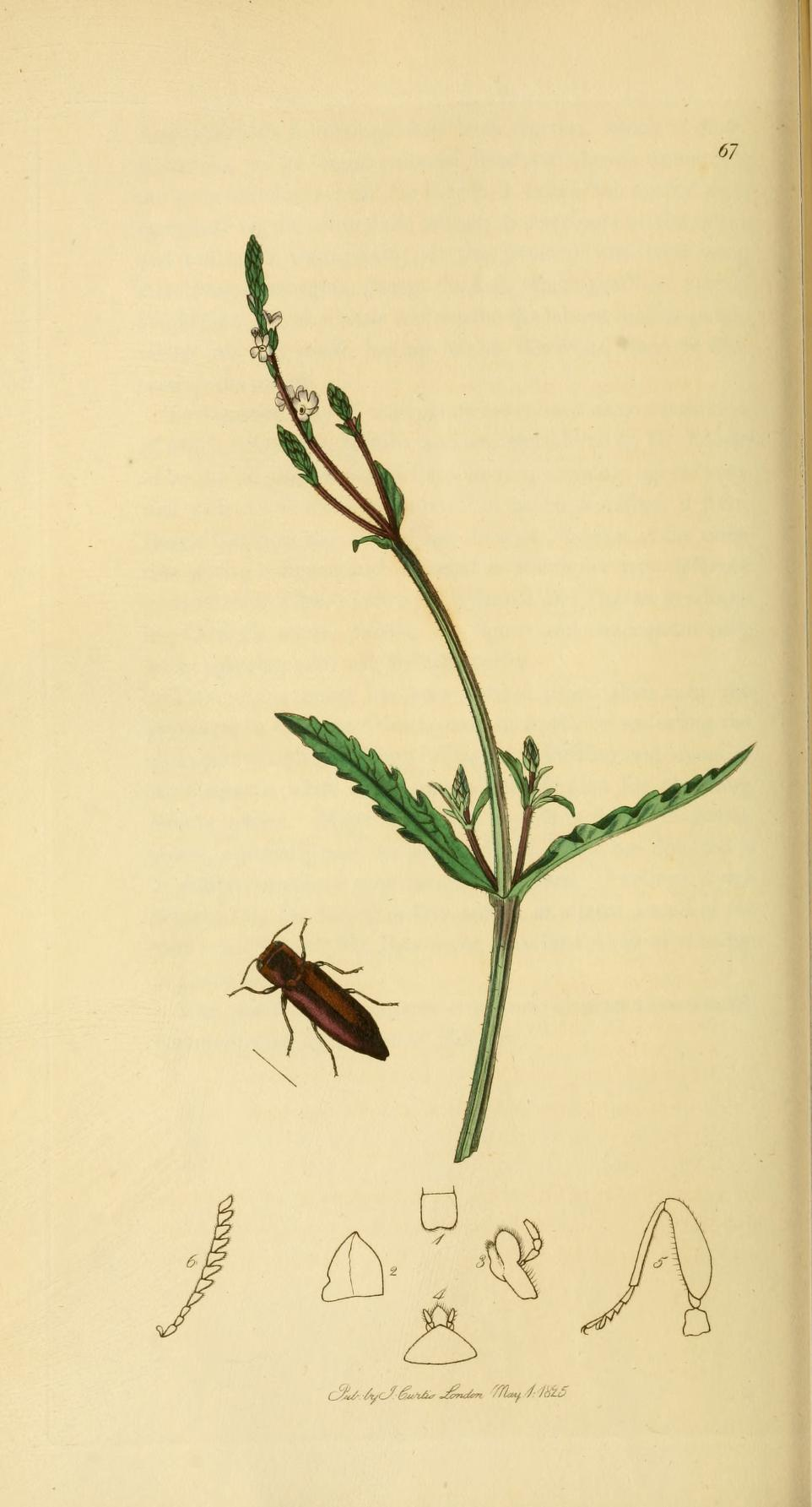